# Jan-Michael Vincent
Jan-Michael Vincent (ur. 15 lipca 1944 w Denver, zm. 10 lutego 2019 w Asheville) – amerykański aktor i producent telewizyjny i filmowy. Odtwórca roli pilota helikoptera Stringfellow „String” Hawke w serialu CBS Airwolf (1984–1986) i protagonista Matt Johnson w komediodramacie Johna Miliusa Wielka środa (1978). Był także surferem.

## Życiorys

### Wczesne lata
Urodził się w Denver w Kolorado jako syn Doris Jane (z domu Pace) i Lloyda Whiteleya Vincenta. Miał brata Christophera. Gdy był nastolatkiem, rodzina przeprowadziła się do Hanford w Kalifornii, gdzie jego rodzice byli właścicielami firmy zajmującej się billboardami. W 1963 ukończył szkołę średnią Hanford High School. Ukończył Ventura College w Południowej Kalifornii. Służył w Gwardii Narodowej, kiedy agent od castingów Dick Clayton załatwił mu kontrakt z Universal Studios. 

### Kariera
Debiut ekranowy nastąpił w meksykańskim westernie Bandyci (Los Bandidos, 1967). Połknął bakcyla kina i już pozostał w westernie Niezwyciężeni (The Undefeated, 1969) jako porucznik Bubba Wilkes u boku Johna Wayne’a i Rocka Hudsona. Był też obecny w filmach kryminalnych, grając role wymagające więcej zręczności fizycznej, niż talentu. Aktorską sprawność rozwijał na małym ekranie w serialach: CBS Lassie (1968), NBC Bonanza (1968–1969), ABC Pozostali przy życiu (The Survivors, 1969) z udziałem George’a Hamiltona, CBS Gunsmoke, (1971), ABC Dan August (1971) z Burtem Reynoldsem i ABC Marcus Welby, lekarz medycyny (Marcus Welby, M.D., 1973).
Krytyka filmowa odkryła go dzięki głównej roli hipisa Adriana, który styka się z wojskową przemocą w telewizyjnym dramacie ABC Żołnierz, który zadeklarował pokój (Tribes, 1970), ale wyświetlanym także w kinach. Rola Jimmy’ego Grahama w dramacie Going Home (1971) z Robertem Mitchumem przyniosła mu nominację do nagrody Złotego Globu dla najlepszego aktora drugoplanowego.
W głośnym filmie policyjnym Michaela Winnera Zabójca zabójców (The Mechanic, 1972) z Charlesem Bronsonem był kompetentnym i bezwzględnym mordercą, który mierzy się z płatnym zabójcą na usługach mafii. Po podpisaniu kontraktu z wytwórnią Disneya, został zaangażowany do widowiskowej komedii familijnej Największy atleta świata (The World’s Greatest Athlete, 1973), w którym pewien trener znajduje wspaniałego zawodnika w osobie dziecka afrykańskiej dżungli – następcy Tarzana. Zaskarbił sobie w roli Nanu sympatię młodej widowni wielu krajów. Następnie zagrał w westernie Z zaciśniętymi zębami (Bite the Bullet, 1975) u boku Jamesa Coburna, Gene’a Hackmana i Candice Bergen oraz szeregu pełnych akcji filmach, w rodzaju kryminału Cień Jastrzębia (Shadow of the Hawk, 1976), obrazu sci-fi na podstawie powieści Rogera Zelazny’ego Aleja potępionych (Damnation Alley, 1977) w nominowanej do nagrody Saturna roli Tannera, komedii Kaskaderzy (Hooper, 1978), w której był partnerem Burta Reynoldsa i Sally Field czy westernu Kraj dla twardzieli (Hard Country, 1981) z Kim Basinger. Za kreację Byrona Henry’ego, dążącego do niezależności syna Victora 'Puga' (Robert Mitchum) w miniserialu ABC Wichry wojny (The Winds of War, 1983) zdobył nominację do Złotego Globu dla najlepszego aktora drugoplanowego w serialu, miniserialu lub filmie telewizyjnym.
Zaistniał na małym ekranie jako zuchwały pilot Stringfellow „String” Hawke w pełnym ekscytującej akrobacji powietrznej serialu lotniczym CBS Airwolf (1984–1986, 1987) z Ernestem Borgnine. W czasie swojej trzysezonowej przygody z serialem, Vincent stał się jednym z najlepiej zarabiających aktorów w amerykańskiej telewizji, inkasując 200 tys. dolarów za odcinek.
Pojawił się także w operze mydlanej ABC Hotel (1986), filmie Tarzan na Manhattanie (Tarzan in Manhattan, 1989) z tytułową rolą Joego Lary, serialu Renegat (Renegade, 1994) z Lorenzo Lamasem, filmie sensacyjnym klasy B Cichy zabójca Yakuza (Codename: Silencer, 1995) jako detektyw Reinhart oraz serialu CBS Nash Bridges (1997). W filmie akcji Komandosi śmierci (Deadly Heroes, 1993) grał Cody’ego Granta, żołnierza wyruszającego z misją uratowania swojego towarzysza (Michael Paré), który został pojmany i jest poddawany torturom. W melodramacie komediowym Vincenta Gallo Oko w oko z życiem (Buffalo '66, 1998) wystąpił jako Sonny, pracownik kręgielni.

## Życie prywatne
W latach 1974–1975 był żonaty z poznaną w college’u Bonnie Portman, z którą ma córkę Amber Springbird. 30 sierpnia 1986 zawarł związek małżeński z Joanne Robinson. W 1997, jedenaście lat po ślubie Robinson zażądała rozwodu i wystąpiła o zakaz zbliżania się, zeznając, że Vincent się nad nią znęcał. W czerwcu 2000 ożenił się z Patricią Ann.
W 1983 został zatrzymany za jazdę po pijanemu i trafił na odwyk. Zmagał się z uzależnieniem od narkotyków i alkoholu. W 1996, kiedy prowadził samochód pod wpływem alkoholu, spowodował wypadek. Ponownie trafił na odwyk – tym razem przydzielono mu kuratora. W wypadku złamał trzy kręgi szyjne, a także uszkodził struny głosowe, co zmieniło barwę jego głosu. W 2000 został trzykrotnie aresztowany za picie alkoholu w miejscu publicznym i trafił do więzienia na dwa miesiące. W 2012 infekcja zaatakowała jego prawą nogę i aby go uratować, musiano dokonać amputacji; poruszał się dzięki protezie lub na wózku inwalidzkim.
Zmarł 10 lutego 2019 w szpitalu w Asheville, w Karolinie Północnej w wieku 73 lat. Przyczyną śmierci był atak serca.

## Filmografia

### Filmy
- 1969: Niezwyciężeni (The Undefeated) jako porucznik Bubba Wilkes
- 1972: Mechanik (The Mechanic) jako Steve McKenn
- 1977: Aleja potępionych (Damnation Alley) jako Tanner
- 1978: Kaskaderzy (Hooper) jako Ski Chinski
- 1978: Wielka środa (Big Wednesday) jako Matt Johnson
- 1990: Xtro 2 (Xtro II: The Second Encounter) jako dr Ron Shepherd
- 1993: Komandosi śmierci (Deadly Heroes) jako Cody Grant
- 1998: Oko w oko z życiem (Buffalo '66) jako Sonny

### Seriale TV
- 1967: Obława (Dragnet 1967) jako Rick Schneiderman
- 1968: Bonanza jako Eddie
- 1968: Lassie jako Chris Hanford
- 1969: Bonanza jako Rick Miller
- 1971: Gunsmoke jako Travis Colter
- 1971–1972: Partnerzy (The Persuaders!) jako pilot helikoptera
- 1983: Disneyland jako Nanu
- 1983: Wichry wojny (The Winds of War) jako Byron Henry
- 1984–1986: Airwolf jako Stringfellow Hawke
- 1987: Airwolf jako Stringfellow Hawke
- 1994: Renegat (Renegade) jako Max
- 1997: Nash Bridges jako Bobby Chase

## Nagrody
| Rok  | Nagroda                                            | Kategoria       |
| ---- | -------------------------------------------------- | --------------- |
| 1973 | Złota statuetka Otto, nagroda dwutygodnika „Bravo” | Najlepszy aktor |